# Hayle İbrahimov
Hayle İbrahimov (Mek'ele, 18 januari 1990) is een Azerbeidzjaans atleet van Ethiopische afkomst, die gespecialiseerd is in de 3000 en de 5000 m. Hij nam tweemaal deel aan de Olympische Spelen, maar won hierbij geen medailles.

## Biografie
İbrahimov werd geboren in Ethiopië, maar komt sinds 2009 uit voor Azerbeidzjan. Op de Europese kampioenschappen in 2010 behaalde İbrahimov een bronzen medaille op de 5000 m. Op de Europese indoorkampioenschappen van 2011 in Parijs moest İbrahimov in de finale van de 3000 m het maar nipt afleggen tegen de Europese kampioen Mo Farah.
İbrahimov nam deel aan de Olympische Spelen van 2012 in Londen. Hij bereikte de finale van de 5000 m, waarin hij naar een negende plaats liep.
In 2013 behaalde İbrahimov zijn eerste internationale titel: op de EK indoor won İbrahimov de finale van de 3000 m, voor de Spanjaard Juan Carlos Higuero. Op het  EK 2014 behaalde hij de zilveren medaille op de 5000 m.
Op de Olympische Zomerspelen 2016 in Rio de Janeiro nam hij deel aan de 5000 m, maar sneuvelde hierbij in de series.

## Titels
- Europees indoorkampioen 3000 m - 2013
- Universitair kampioen 5000 m - 2013, 2015
- Europees jeugdkampioen 5000 m - 2009

## Persoonlijke records
Outdoor
| Afstand  | Prestatie            | Datum            | Plaats    |
| -------- | -------------------- | ---------------- | --------- |
| 1500 m   | 3.45,00              | 28 juni 2009     | Bakoe     |
| 2000 m   | 5.15,08              | 4 juni 2011      | Istanboel |
| 3000 m   | 7.34,57 (nat. rec.)  | 10 mei 2013      | Doha      |
| 5000 m   | 13.11,34 (nat. rec.) | 4 september 2012 | Rovereto  |
| 10.000 m | 30.06,64             | 23 juli 2009     | Novi Sad  |

Indoor
| Afstand | Prestatie           | Datum            | Plaats    |
| ------- | ------------------- | ---------------- | --------- |
| 3000 m  | 7.39,59 (nat. rec.) | 21 februari 2013 | Stockholm |

## Palmares

### 3000 m
- 2009:  ENKA Meeting - 7.51,68
- 2009:  EK team - 8.08,13
- 2010:  EK team - 8.11,70
- 2010: 7e in series WK indoor - 8.05,43
- 2011:  EK indoor  – 7.53,32
- 2012: 5e in series WK indoor - 7.57,79
- 2013:  EK indoor – 7.49,74
- 2014: 6e WK indoor - 7.56,37
- 2014:  EK team - 8.02,86
- 2014:  IAAF Continental Cup - 7.53,14
- 2015:  EK team - 7.54,14

Diamond league podiumplekken
- 2016:  Meeting International Mohammed VI d'Athlétisme de Rabat – 7.37,76

### 5000 m
- 2009:  EK junioren - 14.01,19
- 2010:  EK - 13.34,15
- 2012: 6e EK - 13.36,05
- 2012: 9e OS - 13.45,37
- 2013:  Universiade - 13.35,89
- 2014:  EK team - 14.00,24
- 2014:  EK - 14.08,32
- 2015:  Golden Spike - 13.26,77
- 2015:  EK team - 14.02,16
- 2015:  Universiade - 13.44,28
- 2015:  Gert Rasschaert Memorial - 13.22,11
- 2015: 14e series WK - 13.28,77
- 2016: 6e EK - 13.42,20
- 2016: 7e in serie OS - 13.27,11

### 10.000 m
- 2009:  EK junioren in Novi Sad - 30.06,64

### veldlopen
- 2012: 8e EK U23 - 24.59